# Lepteutypa hippophaës
Lepteutypa hippophaës är en svampart som tillhör divisionen sporsäcksvampar, och som först beskrevs av August Sollmann, och fick sitt nu gällande namn av Josef Adolph von Arx. Lepteutypa hippophaës ingår i släktet Lepteutypa, och familjen Amphisphaeriaceae. Arten är reproducerande i Sverige.